# The Big Heat
The Big Heat is een Amerikaanse film noir uit 1953 onder regie van Fritz Lang.

## Verhaal
Dave Bannion is een nauwgezet, eerlijk rechercheur die verneemt dat een van zijn collega's zelfmoord heeft gepleegd. De vrouw van die collega, Bertha, vertelt hem dat haar man zwaar depressief werd nadat hij vernomen had ongeneeslijk ziek te zijn. De minnares van die agent, een barmeid, genaamd Lucy, heeft echter een ander verhaal te vertellen. Ze beweert dat hij een afscheidsbrief achterliet met gedetailleerde informatie over corruptie in de afdeling waar hij werkte, en dat maffiabaas Mike Lagana daar achter zat. Bertha is van plan om de brief te gebruiken om Lagana chanteren. Wanneer Lucy dood wordt aangetroffen langs een verlaten weg, met op haar lichaam duidelijke tekenen van marteling, beseft Bannion dat haar verhaal waar was, en hij gaat naar maffiabaas Lagana. Hij dreigt ermee Lagana's zaakjes aan het daglicht te brengen, en de crimineel geeft na hun geprek opdracht om Bannion te doden. De autobom die voor Bannion bedoeld was, doodt echter zijn vrouw Katie. Bannion wordt door zijn chef van de zaak afgehaald, maar is er nu van overtuigd dat zijn collega's zullen proberen hun sporen uit te wissen. Bannion onderzoekt de zaak alleen, vastbesloten om wraak te nemen...

## Rolverdeling
| Acteur            | Personage     |
| ----------------- | ------------- |
| Glenn Ford        | Dave Bannion  |
| Gloria Grahame    | Debby Marsh   |
| Jocelyn Brando    | Katie Bannion |
| Alexander Scourby | Mike Lagana   |
| Lee Marvin        | Vince Stone   |
| Jeanette Nolan    | Bertha Duncan |
| Willis Bouchey    | Ted Wilks     |
| Howard Wendell    | Higgins       |
| Peter Whitney     | Tierney       |
| Robert Burton     | Gus Burke     |
| Adam Williams     | Larry Gordon  |
| Howard Wendell    | Higgins       |
| Chris Alcaide     | George Rose   |
| Michael Granger   | Hugo          |
| Dorothy Green     | Lucy Chapman  |
| Carolyn Jones     | Doris         |